# Lista över avsnitt av Heroes
Detta är en lista över avsnitten i NBC tv-serien Heroes som började sändas 2006. I Sverige, Finland, Norge och Danmark visades serien först på Canal+, premiären ägde rum den 7 januari 2007. I Sverige visades den första säsongen på TV4 under hösten 2007, kl 21.00 med premiär 5 september 2007, därefter har TV4 visat säsong 2 och 3.
Säsong 2 hade premiär den 24 september 2007 i USA och 13 februari 2007 på Canal+. Serien är uppdelad i volymer. Första volymen heter "Genesis", den andra volymen heter "Generations" och påbörjades under de två sista minuterna av första säsongsavslutningen. Tredje volymen heter "Villains" och påbörjas (som tidigare) i slutet av den andra volymen.
Säsong 3 hade premiär 22 september 2008 i USA och 28 januari 2009 på Canal+. Säsong 4 hade premiär 21 september 2009 i USA och 22 februari 2010 på Canal+.

## Översikt
| Säsong | Säsong | Titel                | Avsnitt | Första sändningsdatum | Säsongsavslutning | DVD-släpp        | DVD-släpp       | DVD-släpp         |
| Säsong | Säsong | Titel                | Avsnitt | Första sändningsdatum | Säsongsavslutning | Region 1         | Region 2        | Region 4          |
| ------ | ------ | -------------------- | ------- | --------------------- | ----------------- | ---------------- | --------------- | ----------------- |
|        | 1      | Volym 1: Genesis     | 23      | 25 september 2006     | 21 maj 2007       | 28 augusti 2007  | 26 augusti 2008 | 19 september 2007 |
|        | 2      | Volym 2: Generations | 11      | 24 september 2007     | 3 december 2007   | 26 augusti 2008  | 28 juli 2008    | 1 oktober 2008    |
|        | 3      | Volym 3: Villains    | 13      | 22 september 2008     | 15 december 2008  | 1 september 2009 | 12 oktober 2009 | 2 september 2009  |
|        | 3      | Volym 4: Fugitives   | 12      | 2 februari 2009       | 27 april 2009     | 1 september 2009 | 12 oktober 2009 | 2 september 2009  |
|        | 4      | Volym 5: Redemption  | 19      | 21 september 2009     | 8 februari 2010   | TBA              | 4 oktober 2010  | TBA               |

## Huvudserien

### Säsong 1: 2006–2007
| Volym 1: Genesis |    |                                |                  |                        |                   |                  |
| 1 | 1  | "Genesis"                      | David Semel      | Tim Kring              | 25 september 2006 | 7 februari 2007  |
| Det är oktober 2006, olika personer runt om i världen börjar upptäcka att de har oanade förmågor. Den japanske kontorsarbetaren Hiro Nakamura inser att han på olika sätt kan manipulera tiden. Tonårstjejen Claire Bennet utforskar sin förmåga att självläka vilken skada som helst. Den drogberoende konstnären Isaac Mendez upptäcker att han kan måla framtida händelser, vilket inkluderar en explosion över hela New York. Den indiske genetikforskaren Mohinder Suresh reser till New York i jakten på sin nyligen avlidne fars teorier om folk med speciella förmågor.                                    |    |                                |                  |                        |                   |                  |
| 2 | 2  | "Don't Look Back"              | Allan Arkush     | Tim Kring              | 2 oktober 2006    | 14 februari 2007 |
| Claire vill ha svar på vilka hennes biologiska föräldrar är. Polisen Matt Parkman i Los Angeles inser att han kan läsa folks tankar och använder dem för att hitta en tjej som heter Molly Walker. Hennes föräldrar har nyligen blivit mördade av en man som kallas Sylar. Nathan Petrelli försöker förneka att han och hans bror Peter flugit dagen innan. Mohinder får en vän i New York som visar sig ha känt hans far. Niki försöker undfly sitt gamla liv. |    |                                |                  |                        |                   |                  |
| 3 | 3  | "One Giant Leap"               | Greg Beeman      | Jeph Loeb              | 9 oktober 2006    | 21 februari 2007 |
| Peter börjar dejta Isaacs före detta flickvän Simone. Hiro återvänder till nutiden och ber sin vän Ando Masahashi om hjälp att rädda New York från explosionen. Mohinder har arbetat med sin fars granne Eden och upptäcker att Sylar haft anknytning till fadern. Claires klasskompis Brody råkar döda henne under ett våldtäktsförsök. |    |                                |                  |                        |                   |                  |
| 4 | 4  | "Collision"                    | Ernest Dickerson | Bryan Fuller           | 16 oktober 2006   | 28 februari 2007 |
| Matt blir kidnappad av Claires pappa Mr. Bennet och en man från Haiti. Hiro och Ando spelar hasardspel i Las Vegas genom att använda Hiros förmåga att stoppa tiden. Nikis alter ego Jessica har sex med Nathan för att återbetala en skuld till Linderman. Efter att hon återhämtat sig från sina dödliga skador hämnas Claire på killen som dödat henne. |    |                                |                  |                        |                   |                  |
| 5 | 5  | "Hiros"                        | Paul Shapiro     | Michael Green          | 23 oktober 2006   | 7 mars 2007      |
| Peter får besök på tunnelbanan av en Hiro från framtiden, som nu pratar ren engelska. Han berättar för Peter att han måste rädda en hejaklacksledare för att kunna rädda världen. Niki har inga minnen från gårdagens händelser. Claire berättar om Brody för sin far, vilket leder till att han får haitiern att rensa Brodys minne. |    |                                |                  |                        |                   |                  |
| 6 | 6  | "Better Halves"                | Greg Beeman      | Natalie Chaidez        | 30 oktober 2006   | 14 mars 2007     |
| Mohinder ger upp sin sökning efter utvecklade människor och återvänder till Indien. Nikis make D.L. Hawkins (som kan passera genom solida objekt) återvänder efter att ha brutit sig ut ur fängelset. Han tar sin son Micah ifrån Niki, eftersom han tror att det var hon som satte dit honom för mord. |    |                                |                  |                        |                   |                  |
| 7 | 7  | "Nothing to Hide"              | Donna Deitch     | Jesse Alexander        | 6 november 2006   | 21 mars 2007     |
| Matt arbetar för FBI för att identifiera Sylar. De förhör Ted Sprague, en man som kan avge strålning. Matt får med hjälp av sin telepati reda på att hans fru varit otrogen. |    |                                |                  |                        |                   |                  |
| 8 | 8  | "Seven Minutes to Midnight"    | Paul Edwards     | Tim Kring              | 13 november 2006  | 28 mars 2007     |
| Mohinder är tillbaka i Indien och försöker lägga sin fars teorier bakom sig. Hiro och Ando träffar servitrisen Charlie Andrews på ett fik i Texas. Hon har förmågan att minnas allting hon lär sig. När hon blir mördad av Sylar försöker Hiro åka tillbaka i tiden för att rädda henne. Matt inser under ett förhör att han och Ted har en del saker gemensamt. Bennet får reda på att Claire snart kommer att bli mördad av Sylar, och tar hjälp av Isaac som nu befinner sig inuti "the Company". |    |                                |                  |                        |                   |                  |
| 9 | 9  | "Homecoming"                   | Greg Beeman      | Adam Armus, Kay Foster | 20 november 2006  | 4 april 2007     |
| Claire blir utnämnd till Homecoming Queen, och Bennet gör allt för att stoppa henne från att gå sitt öde till mötes. Claire smiter iväg ändå och blir attackerad av Sylar, men Peter är där och räddar henne. Niki ger sig av efter D.L. och Micah. Mohinder bestämmer sig för att fortsätta med sin fars arbete. |    |                                |                  |                        |                   |                  |
| 10 | 10 | "Six Months Ago"               | Allan Arkush     | Aron Eli Coleite       | 27 november 2006  | 11 april 2007    |
| Mestadels utspelar sig avsnittet sex månader innan händelserna i föregående avsnitt. Hiro försöker rädda Charlie från att bli mördad, men inser att hennes död är oundviklig, då hon har en blodpropp i hjärnan. Mohinders far träffar Gabriel Gray och gör några tester på honom. Gabriel tar namnet Sylar och börjar mörda folk för att få deras förmågor. |    |                                |                  |                        |                   |                  |
| 11 | 11 | "Fallout"                      | John Badham      | Joe Pokaski            | 4 december 2006   | 18 april 2007    |
| Matt och FBI undersöker morden under Homecoming på Claires skola, och arresterar Peter som befinner sig på platsen. Matt försöker läsa Claires tankar men haitiern blockerar hans telepati. Bennet har nu, utan utredarnas vetskap, fångat Sylar. Haitiern blir beordrad att rensa Claires, hennes brors och en av hennes vänners minnen. Men Haitiern rensar inte Claires minne, utan ber henne hålla det hemligt. Peter kollapsar utanför polisstationen sedan han blivit släppt och får en vision där han själv är atombomben som förstör New York.                                                             |    |                                |                  |                        |                   |                  |
| 12 | 12 | "Godsend"                      | Paul Shapiro     | Tim Kring              | 22 januari 2007   | 25 april 2007    |
| Hiro försöker hitta den japanska hjälten Takezo Kenseis svärd efter att han sett en av Isaacs tavlor. Peter har flera uppenbarelser om att han kommer att spränga New York. I dem upptäcker han en man som han inte känner igen. När Peter sen möter honom blir mannen chockad, då han är osynlig. Han presenterar sig som Claude Rains. Matt Parkman och FBI åker till ett företag som säljer papper i Texas i hopp om att hitta Sylar. |    |                                |                  |                        |                   |                  |
| 13 | 13 | "The Fix"                      | Terrence O'Hara  | Natalie Chaidez        | 29 januari 2007   | 2 maj 2007       |
| Claude går med på att lära Peter att kontrollera sina krafter. Matts fru avslöjar att hon är gravid. Claire kontaktar sin biologiska mamma Meredith Gordon, som kan frammana eld. |    |                                |                  |                        |                   |                  |
| 14 | 14 | "Distractions"                 | Jeannot Szwarc   | Michael Green          | 5 februari 2007   | 9 maj 2007       |
| Sylar flyr från Bennets fångenskap. Claude är övertygad om att de som Peter tycker om distraherar honom. För att bevisa det följer de efter Simone som visar sig kyssa Isaac. Claire åker och träffar Meredith. Isaac kontaktar Bennet, som han tidigare träffat och berättar att han nyss blivit klar med en tavla där Peter är osynlig. |    |                                |                  |                        |                   |                  |
| 15 | 15 | "Run!"                         | Roxann Dawson    | Adam Armus, Kay Foster | 12 februari 2007  | 16 maj 2007      |
| Meredith berättar för Claires biologiska pappa Nathan att Claire lever. Hon får 100 000 dollar för att hålla tyst om detta eftersom Nathan tror det kan förstöra hans politiska karriär. Linderman får ut Niki/Jessica ur fängelset och anställer henne som lönnmördare. Hennes första jobb är att döda en man (som har anställt Parkman som sin livvakt) som har snott pengar från Linderman. Jessica lyckas och får reda på att hennes nästa offer är Nathan. Mohinder låter Sylar (utan att veta att det är Sylar) följa med på sin resa att hitta folk med superkrafter.                                       |    |                                |                  |                        |                   |                  |
| 16 | 16 | "Unexpected"                   | Greg Beeman      | Jeph Loeb              | 19 februari 2007  | 23 maj 2007      |
| Peter försöker lära sig kontrollera sina krafter. Ted träffar en ny allierad i kampen att ta reda på vad som har hänt med dem. Claires mamma kollapsar efter att ha upplevt stunder av minnesförluster. Sylar följer med Mohinder som inte vet vem han är, i syfte att hitta folk med speciella förmågor. |    |                                |                  |                        |                   |                  |
| 17 | 17 | "Company Man"                  | Allan Arkush     | Bryan Fuller           | 26 februari 2007  | 30 maj 2007      |
| I jakten på svar om vad som har hänt med dem bryter sig Matt och Ted in i familjen Bennets hus, vilket slutar med ett gisslandrama när hela familjen oväntat kommer hem. |    |                                |                  |                        |                   |                  |
| 18 | 18 | "Parasite"                     | Kevin Bray       | Christopher Zatta      | 5 mars 2007       | 6 juni 2007      |
| Claire och haitiern åker till Angela Petrellis (Claires farmors) hus. Jessica/Niki återvänder till sitt hem med D.L. och Micah. Hiro snor svärdet han letat efter. Isaac målar bilder på sig själv där hans huvud har blivit uppskuret efter att ha blivit mördad av Sylar. Sylar attackerar Mohinder och Peter. Bennet blir bedragen av Candice Wilmer, en tjej som jobbar för the Company och har förmågan att kunna förändra sitt utseende. Nathan konfronterar Linderman, som lovar Nathan att han kommer att vinna det kommande valet till kongressen och att han kommer att leva i Vita Huset inom några år. |    |                                |                  |                        |                   |                  |
| 19 | 19 | ".07%"                         | Adam Kane        | Chuck Kim              | 23 april 2007     | 13 juni 2007     |
| Mr. Linderman avslöjar sina planer för Nathan och vilken roll han kommer att spela i de händelser som ska komma. Matt blir tvungen att lita på Mr. Bennet för att kunna undfly "The Companys" grepp. |    |                                |                  |                        |                   |                  |
| 20 | 20 | "Five Years Gone"              | Paul Edwards     | Joe Pokaski            | 30 april 2007     | 20 juni 2007     |
| Hiro och Ando har hamnat i en alternativ framtid där explosionen aldrig stoppades. Folk med speciella förmågor har fått skulden för incidenten och jagas av staten. |    |                                |                  |                        |                   |                  |
| 21 | 21 | "The Hard Part"                | John Badham      | Aron Eli Coleite       | 7 maj 2007        | 27 juni 2007     |
| Mohinder och Molly träffar varandra. Molly kan lokalisera människor genom att tänka på dem. Men hon har Shantiviruset som dödade Mohinders syster flera år tillbaka. Mohinder använder sitt eget blod för att läka Molly. D.L. och Jessica åker till Lindermans kontor. Ted, Matt och Bennet kommer till New York och träffar Claire och Peter. Peter absorberar Teds radioaktiva förmåga. |    |                                |                  |                        |                   |                  |
| 22 | 22 | "Landslide"                    | Greg Beeman      | Jesse Alexander        | 14 maj 2007       | 4 juli 2007      |
| Det är valdag i New York, Nathans framtid är på väg att avgöras. Samtidigt återförenas Claire med Mr. Bennet. Hiro försöker få sitt svärd lagat och får hjälp av en oväntad person. |    |                                |                  |                        |                   |                  |
| 23 | 23 | "How to Stop an Exploding Man" | Allan Arkush     | Tim Kring              | 21 maj 2007       | 11 juli 2007     |
| Det är den avgörande dagen, New Yorks öde står på spel. Men det finns fortfarande andra saker att tänka på för vissa. |    |                                |                  |                        |                   |                  |

### Säsong 2: 2007
| Volym 2: Generations |    |                             |                |                          |                   |                  |
| 24 | 1  | "Four Months Later"         | Greg Beeman    | Tim Kring                | 24 september 2007 | 13 februari 2008 |
| Fyra månader har gått sedan händelserna på "Kirby Plaza". Hiro har av misstag hamnat i Japan, år 1671. Där stöter han på Kensei, som varit hans stora hjälte under hela hans uppväxt. Men han visar sig mindre hjältemodig än Hiro trott. Matt och Mohinder tar numera hand om Molly i New York, som har mardrömmar om en man som "kan se henne". Mohinder samarbetar med Bennet för att ta ner "the Company". |    |                             |                |                          |                   |                  |
| 25 | 2  | "Lizards"                   | Allan Arkush   | Michael Green            | 1 oktober 2007    | 20 februari 2008 |
| Peter använder sina krafter för att hjälpa personerna som hittat honom. Bennet och the Haitan återförenas. Maya mördar människor utan att röra vid dem under stress. Alejandro kan sedan återuppliva dem. Man får reda på att Kensei kan regenerera sina celler snabbt. |    |                             |                |                          |                   |                  |
| 26 | 3  | "Kindred"                   | Paul Edwards   | J.J. Philbin             | 8 oktober 2007    | 27 februari 2008 |
| Claires nya klasskamrat West får reda på hennes förmåga och avslöjar att han också har en. Bennet får tag i en av Isaac Mendezs åtta sista tavlor och den föreställer Bennet själv mördad. Det visar sig även att D.L. är död och Niki lämnar Micah hos Nana Dawson i New Orleans. Efter åtta operationer vaknar Sylar upp i Mexico med Candice. Han dödar henne men saknar fortfarande sina krafter. Hiro försöker hjälpa Kensei att bli en hjälte. |    |                             |                |                          |                   |                  |
| 27 | 4  | "The Kindness of Strangers" | Adam Kane      | Tim Kring                | 15 oktober 2007   | 5 mars 2008      |
| Maya och Alejandro hittar en skadad man på vägen till mexikanska gränsen. Det visar sig vara Sylar, och han slår följe med dem. Angela Petrelli erkänner mordet på Kaito Nakamura, men Matt vet att det inte är hon. Tillsammans med Nathan försöker han få reda på sanningen och det visar sig att hans far Maury också var en av "the Companys" grundare, likt Angela. Men när Matt ber Molly ta reda på var Maury är får hon panik, det visar sig att han är mannen från hennes mardrömmar. Claire går på date med West, men håller det hemligt för sin far, som tror hon bara blivit hejarklacksledare igen. Micahs kusin Monica Dawson upptäcker sin egen förmåga, adoptivt muskelminne. |    |                             |                |                          |                   |                  |
| 28 | 5  | "Fight or Flight"           | Lesli Glatter  | Joy Blake, Melissa Blake | 22 oktober 2007   | 12 mars 2008     |
| En tjej försöker hitta Peter och dödar Ricky med sina elektriska krafter. Molly har spårat Matts far Maury och nu åker han och Nathan dit för att konfrontera fadern och få reda på sanningen. Maury lyckas rymma från dem och fängslar dem i varsin mardröm. Även Molly är fängslad i en mardröm och Mohinder överväger att ta henne till "the Company" för att få hjälp, vilket inte Bennet uppskattar. Han och haitiern är på resa för att hitta de andra målningarna. |    |                             |                |                          |                   |                  |
| 29 | 6  | "The Line"                  | Jeannot Szwarc | Adam Armus, Kay Foster   | 29 oktober 2007   | 19 mars 2008     |
| Peter och Caitlin åker till Montréal efter att de hittat en flygbiljett bland Peters ägodelar. Kensei förråder Hiro sedan han kysst Kenseis älskade Yaeko. |    |                             |                |                          |                   |                  |
| 30 | 7  | "Out of Time"               | Daniel Attias  | Aron Eli Coleite         | 5 november 2007   | 26 mars 2008     |
| Hiro återvänder till nutiden. Peter råkar teleportera sig själv och Caitlin till New York, ett år framåt i tiden. Väl där upptäcker de att 93% av jordens befolkning dött av Shanti-viruset. Peter råkar därefter teleportera sig tillbaka och träffar Kensei, som nu identifierar sig själv som Adam Monroe. Niki har injicerats med viruset och Mohinder förstår att hans blod inte längre fungerar som botemedel. Matt besegrar Maury och upptäcker att han kan kontrollera andras hjärnor. |    |                             |                |                          |                   |                  |
| 31 | 8  | "Four Months Ago..."        | Greg Beeman    | Tim Kring                | 12 november 2007  | 2 april 2008     |
| Det här avsnittet visar allting som hänt mellan första och andra säsongen. Peter blir fångad av "the Company" där han träffar Elle och Adam. Tillsammans med Adam rymmer han därifrån, men blir stoppad av the haitiern som raderar hans minne. D.L. blir mördad efter att Niki skaffat sig en ny personlighet. Maya upptäcker sina krafter för första gången, vilket leder till att hon och Alejandro försöker ta sig till Amerika för att få hjälp. Peter får tillbaka sitt minne i nutiden. |    |                             |                |                          |                   |                  |
| 32 | 9  | "Cautionary Tales"          | Greg Yaitanes  | Joe Pokaski              | 19 november 2007  | 9 april 2008     |
| Familjen Bennet förbereder sig för att fly innan "the Company" hittar dem. Hiro åker tillbaka i tiden och upptäcker att det var Adam som mördade hans far. Mohinder tar "the Companys" sida och dödar Bennet. Bennet klarar sig dock eftersom han blir återupplivad av Claires blod. |    |                             |                |                          |                   |                  |
| 33 | 10 | "Truth & Concequences"      | Adam Kane      | Jesse Alexander          | 26 november 2007  | 16 april 2008    |
| Adam och Peter får reda på att Shanti-viruset är i Texas. Sylar dödar Alejandro. Maya lär sig kontrollera sina krafter, hon och Sylar kommer till slut fram till New York. |    |                             |                |                          |                   |                  |
| 34 | 11 | "Powerless"                 | Allan Arkush   | Jeph Loeb                | 3 december 2007   | 23 april 2008    |
| Peter upptäcker att Adam egentligen vill släppa lös viruset och stoppar honom i sista sekunden. Hiro begraver sedan Adam levande genom att teleportera in honom i en kista. Monica blir kidnappad av ett gäng, men Niki räddar henne. Niki fastnar dock i byggnaden som sedan exploderar. Elle räddar Mohinder, Maya och Molly från Sylar. Sylar får tillbaka sina krafter genom att använda Claires blod. Nathan håller en presskonferens för att gå ut med sin förmåga, men blir skjuten precis innan han säger det. |    |                             |                |                          |                   |                  |

### Säsong 3: 2008–2009
| Volym 3: Villains |    |                              |                      |                                                 |                   |                  |
| 35 | 1  | "The Second Coming"          | Allan Arkush         | Tim Kring                                       | 22 september 2008 | 28 januari 2009  |
| För att få reda på hur han ska återfå sina förmågor åker Sylar till Claire, Matt försöker komma på vem som sköt Nathan och Hiro får reda på en hemlighet inom familjen Nakamura. |    |                              |                      |                                                 |                   |                  |
| 36 | 2  | "The Butterfly Effect"       | Greg Beeman          | Tim Kring                                       | 22 september 2008 | 4 februari 2009  |
| Elle råkar släppa lös 12 skurkar från "the Company" efter en konfrontation med Sylar. Ando och Hiro åker till Paris för att stoppa Daphne, en tjej som springer supersnabbt. |    |                              |                      |                                                 |                   |                  |
| 37 | 3  | "One of Us, One of Them"     | Sergio Mimica-Gezzan | Joe Pokaski                                     | 29 september 2008 | 11 februari 2009 |
| Bennet och hans nya partner följer efter fyra skurkar som rymt från Level 5, detta leder dem till ett bankrån. Peter försöker få reda på vad som går fel i framtiden. Hiro och Ando träffar haitiern i Tyskland. Tracy Strauss letar efter information om Niki. |    |                              |                      |                                                 |                   |                  |
| 38 | 4  | "I Am Become Death"          | David Von Ancken     | Aron Coleite                                    | 6 oktober 2008    | 18 februari 2009 |
| Den framtida Claire jagar Peter (som har en farlig förmåga) i hopp om att rädda världen. Tracy får reda på sitt ursprung medan Mohinder lär sig mer om sin kraft. Hiro och Ando försöker rymma från the Companys fängelse, och måste gräva upp Adam. |    |                              |                      |                                                 |                   |                  |
| 39 | 5  | "Angels and Monsters"        | Anthony Hemingway    | Adam Armus, Kay Foster                          | 13 oktober 2008   | 25 februari 2009 |
| Claire möter Stephen Canfield, en av de skurkar som rymt. Han kan skapa svarta hål i form av virvlar man sugs in i. Peter har återvänt från framtiden. Efter att Adam inte hjälpt Hiro med formulan försöker han bli vän med Daphne and Knox. Mohinder försöker fixa felen i sin forskning. Linderman berättar för Nathan att han ska stanna med Tracy, så att de kan åstadkomma någonting stort. |    |                              |                      |                                                 |                   |                  |
| 40 | 6  | "Dying of the Light"         | Daniel Attias        | Chuck Kim, Christopher Zatta                    | 20 oktober 2008   | 4 mars 2009      |
| Claire och Sandra försöker rädda Meredith från Doyle. Nathan och Tracy träffar Mohinder för att ta reda på var de fått sina förmågor från. |    |                              |                      |                                                 |                   |                  |
| 41 | 7  | "Eris Quod Sum"              | Jeannot Szwarc       | Jesse Alexander                                 | 27 oktober 2008   | 11 mars 2009     |
| Efter att han förvandlats till ett monster, attackerar Mohinder Nathan och Tracy, som försöker rädda Maya. Elle överraskar familjen Bennet. Daphne får order att döda Matt för att han valde att inte gå med skurkarna. |    |                              |                      |                                                 |                   |                  |
| 42 | 8  | "Villains"                   | Allan Arkush         | Rob Fresco                                      | 10 november 2008  | 18 mars 2009     |
| Hiro undersöker det förflutna för att kunna förbereda sig inför den möjliga kraftmätningen. Man får se Arthur Petrellis, Sylars och Flints förflutna. |    |                              |                      |                                                 |                   |                  |
| 43 | 9  | "It's Coming"                | Greg Yaitanes        | Tim Kring                                       | 17 november 2008  | 25 mars 2009     |
| Hiro kommer undan Arthur men tror att han är tio år gammal. Arthur skickar Knox och Flint för att fånga Peter och Claire. Ando hjälper Hiro hitta sina krafter igen. Nathan har blandade känslor efter sitt möte med sin pappa, men Tracy lovar Arthur att hon ska övertala Nathan att gå med Pinehearst. Sylar lär sig komma åt sin empati och blir vän igen med Elle. Mohinder testar nya kombinationer med formulan och upptäcker att man behöver en katalysator. Matt väcker Angela från hennes koma. |    |                              |                      |                                                 |                   |                  |
| 44 | 10 | "The Eclipse, Part 1"        | Greg Beeman          | Aron Eli Coleite, Joe Pokaski                   | 24 november 2008  | 1 april 2009     |
| Under den andra solförmörkelsen förlorar alla hjältar sina förmågor. Arthur skickar Elle och Sylar för att fånga Claire, som nu tas hand om av sin far. Claire blir skjuten av Elle och kan inte läka sig själv utan sin kraft. Peter och Nathan letar efter haitiern medan Matt, Hiro och Ando följer efter Daphne för att få reda på vad hon dolt. |    |                              |                      |                                                 |                   |                  |
| 45 | 11 | "The Eclipse, Part 2"        | Holly Dale           | Aron Eli Coleite, Joe Pokaski                   | 1 december 2008   | 8 april 2009     |
| Solförmörkelsen fortsätter att påverka hjältarnas krafter. Noah försöker hämnas på Sylar och Elle för att de sköt Claire. Nathan kommer med ett chockerande besked medan han och Peter försöker hjälpa haitiern med hans bror, Baron Samedi. Samtidigt försöker Ando, Sam och Frack använda serietidningen "9th Wonders!" för att göra så att Hiro får tillbaka sitt minne. |    |                              |                      |                                                 |                   |                  |
| 46 | 12 | "Our Father"                 | Jeannot Szwarc       | Adam Armus, Kay Foster                          | 8 december 2008   | 15 april 2009    |
| För att stoppa Arthur en gång för alla åker Hiro och Claire tillbaka 16 år i tiden, till stunden då Hiros pappa Kaito lämnade över Claire till Noah. Peter samarbetar med haitiern för att stoppa Arthur till slut. |    |                              |                      |                                                 |                   |                  |
| 47 | 13 | "Dual"                       | Greg Beeman          | Jeph Loeb                                       | 15 december 2008  | 22 april 2009    |
| Sylar håller Claire, Noah, Meredith och Angela som gisslan på Primatech. Bröderna Petrelli slåss mot varandra efter sin fars bortgång och Ando, Matt och Daphne fortsätter försöka rädda Hiro från det förflutna. Mohinder kanske är deras enda lösning. |    |                              |                      |                                                 |                   |                  |
| Volym 4: Fugitives |    |                              |                      |                                                 |                   |                  |
| 48 | 14 | "A Clear and Present Danger" | Greg Yaitanes        | Tim Kring                                       | 2 februari 2009   | 29 april 2009    |
| Efter att Primatech och Pinehearst brunnit ned försöker hjältarna starta nya liv. Claire kommer på Nathans plan med att fånga alla människor med förmågor. Sylar börjar sökandet efter sin biologiska far. |    |                              |                      |                                                 |                   |                  |
| 49 | 15 | "Trust and Blood"            | Allan Arkush         | Mark Verheiden                                  | 9 februari 2009   | 6 maj 2009       |
| Hjältarna är på flykt från Nathan och "the Hunter". Under sökandet av sin far träffar Sylar en kille med information angående fadern, som även besitter en egen förmåga. Matts målningar visar ett mörkt öde. |    |                              |                      |                                                 |                   |                  |
| 50 | 16 | "Building 26"                | Sergio Mimica-Gezzan | Rob Fresco                                      | 16 februari 2009  | 13 maj 2009      |
| Sylar förbereder sig för att hitta sin far. Hiro, Ando, och Matt reser till Indien för att hitta en ny allierad, och Claire möter sin fars vrede att skydda en ny vän. |    |                              |                      |                                                 |                   |                  |
| 51 | 17 | "Cold Wars"                  | Seith Mann           | Aron Eli Coleite, Joe Pokaski Christopher Zatta | 23 februari 2009  | 20 maj 2009      |
| Matt förhör den fångade Noah för att få reda på hur han började arbeta med Nathan att fånga dem med förmågor. Informationen Matt får fram leder till att Peter konfronterar "the Hunter". |    |                              |                      |                                                 |                   |                  |
| 52 | 18 | "Exposed"                    | Eric Laneuville      | Adam Armus, Kay Foster                          | 2 mars 2009       | 27 maj 2009      |
| På tips från "Rebel", Peter och Matt far till Building 26 för att hitta Daphne. Claire hjälper Alex fly och får själv hjälp från hennes mamma, Sandra. Sylar och Luke letar upp platsen Sylars far en gång besökte. |    |                              |                      |                                                 |                   |                  |
| 53 | 19 | "Shades of Gray"             | Greg Beeman          | Oliver Grigsby                                  | 9 mars 2009       | 3 juni 2009      |
| Sylar finner sin far och får veta att han är döende i cancer. Claire överväger om hon ska hjälpa Eric Doyle. En maktkamp över verksamheten i Building 26 inträffar mellan Nathan och Danko. |    |                              |                      |                                                 |                   |                  |
| 54 | 20 | "Cold Snap"                  | Greg Yaitanes        | Bryan Fuller                                    | 23 mars 2009      | 10 juni 2009     |
| Danko funderar släppa Tracy så hon kan leda honom till Rebel. På andra håll söker Angela hjälp från en gammal vän (Swoosie Kurtz). Hiro och Ando fortsätter sitt senaste uppdrag från Rebel. |    |                              |                      |                                                 |                   |                  |
| 55 | 21 | "Into Asylum"                | Jim Chory            | Joe Pokaski                                     | 30 mars 2009      | 17 juni 2009     |
| Nathan och Claire gömmer sig i Mexiko. Dankos plan att döda alla med förmågor är satt i rörelse med en osannolik allierad. Under tiden söker Angela och Peter skydd i en kyrka och börja laga deras trasiga relation. |    |                              |                      |                                                 |                   |                  |
| 56 | 22 | "Turn and Face the Strange"  | Jeannot Szwarc       | Mark Verheiden, Rob Fresco                      | 6 april 2009      | 24 juni 2009     |
| Matt är ute efter hämnd mot Danko. Hiro och Ando fortsätter sin resa mot Matt Parkman för att leverera hans son. Angela, Nathan, Peter och Claire har gått samman för att gräva upp hemligheter från det förflutna. |    |                              |                      |                                                 |                   |                  |
| 57 | 23 | "1961"                       | Adam Kane            | Aron Eli Coleite                                | 13 april 2009     | 1 juli 2009      |
| Angela avslöjar mörka hemligheter som har hemsökt henne i flera år. Mohinder får veta att hans far varit inblandad i en bortglömd statlig verksamhet. |    |                              |                      |                                                 |                   |                  |
| 58 | 24 | "I Am Sylar"                 | Allan Arkush         | Adam Armus, Kay Foster                          | 20 april 2009     | 8 juli 2009      |
| Sylar får en oväntad identitetskris medan han fortsätter arbeta med Danko. Hiro och Ando planerar att ta ner Building 26. Matts nyfunna faderskap förändrar hans planer. Nathan kommer med en plan för att rätta till de misstag han gjort. |    |                              |                      |                                                 |                   |                  |
| 59 | 25 | "An Invisible Thread"        | Greg Beeman          | Tim Kring                                       | 27 april 2009     | 15 juli 2009     |
| Nathan försöker förhindra Sylar från att möta presidenten. Sylar själv sätter dit Danko och Hiro finner konsekvenser i användandet av den återkommande förmågan. |    |                              |                      |                                                 |                   |                  |

### Säsong 4: 2009-2010

#### Volym 5:Redemtion
| Nr | Titel                       | Regissör            | Skriven av                        | Första sändningsdatum | Första sändningsdatum |
| Nr | Titel                       | Regissör            | Skriven av                        | USA                   | Sverige               |
| --- | --------------------------- | ------------------- | --------------------------------- | --------------------- | --------------------- |
| 1 del 1 | "Orientation"               | David Straiton      | Tim Kring                         | 21 september 2009     | 22 februari 2010      |
| Claire börjar som förstaårselev på högskolan, Peter återvänder till sitt jobb som sjukvårdare och räddar människor med hjälp av Mohinders förmåga. Hiro och Ando har startat ett företag vid namn "Dial-A-Hero". Angela är orolig över att "Nathan" ska återupptäcka sina förmågor. Samuel och Lydia använder sin förmåga att hitta andra hjältar. Tracy fortsätter att jaga tidigare anställda på Building 26, inklusive Noah och Danko. |                             |                     |                                   |                       |                       |
| 1 del 2 | "Jump, Push, Fall"          | Edward Bianchi      | Adam Armus, Kay Foster            | 21 september 2009     | 22 februari 2010      |
| Claires rumskompis död blir ett mordfall. Tracy och Noah finner sanningen bakom Dankos död. Sylar dyker upp i Matts huvud. Hiro befinner sig 14 år tillbaka på en karneval där han möter Samuel, som säger åt honom att börja rätta till alla hans misstag. Peter och Noah hittar ett föremål som tillhör Samuel. |                             |                     |                                   |                       |                       |
| 2 | "Ink"                       | Roxann Dawson       | Aron Eli Coleite                  | 28 september 2009     | 1 mars 2010           |
| Samtidigt som Peter möter oväntade reaktioner på hans heroiska insatser, möter han även en motvillig ny hjälte. Claire försöker anpassa sig till collegelivet och omvärderar hennes förmåga. Samuel gör allt i sin makt för att återta minnen av Joseph. |                             |                     |                                   |                       |                       |
| 3 | "Acceptance"                | Christopher Misiano | Bryan Fuller                      | 5 oktober 2009        | 8 mars 2010           |
| Hiro hälsa fortsätter att försämras när han går på ett uppdrag för att förhindra att en medarbetare från att begå självmord. Ando övertygar slutligen Hiro berätta för sin syster, att han är dödligt sjuk. Under tiden fortsätter Tracy att kämpa för att hitta en mening med livet och lära sig att kontrollera sin makt. Hon återvänder till sitt gamla jobb som politisk rådgivare, men lämnar efter sig när hon minns hur förnedrande jobbet kunde vara. Nathan-Sylar är också på väg av självupptäckt, som hans mor, Angela, hjälper honom att återfå minnen. |                             |                     |                                   |                       |                       |
| 4 | "Hysterical Blindness"      | SJ Clarkson         | Joe Pokaski                       | 12 oktober 2009       | 15 mars 2010          |
| Lydia varnar Samuel mot att föra in nya medlemmar till sin klan. Peter försöker ta kontakt med Emma, som vill ha något att göra med honom, och Sylar kämpar för att hitta den person han en gång var. |                             |                     |                                   |                       |                       |
| 5 | "Tabula Rasa"               | Jim Chory           | Rob Fresco                        | 19 oktober 2009       | 22 mars 2010          |
| Sylar börjar finna sin sanna identitet. Peter och HRG åka på en strävan att hitta någon som kan rädda Hiro. |                             |                     |                                   |                       |                       |
| 6 | "Strange Attractors"        | Tucker Gates        | Juan Carlos Coto                  | 26 oktober 2009       | 29 mars 2010          |
| Sylar fortsätter att plåga Matt. HRG och Tracy hjälpa en ung pojke som har drabbats av många svårigheter i sitt liv. Claire och Gretchen har problem med sin nya KVINNOFÖRENING systrar Fördunklingen dem. |                             |                     |                                   |                       |                       |
| 7 | "Once Upon A Time In Texas" | Nate Goodman        | Aron Eli Coleite, Aury Wallington | 2 november 2009       | 5 april 2010          |
| En resa i det förflutna kan ge Hiro en chans att rädda kärleken i hans liv. |                             |                     |                                   |                       |                       |
| 8 | "Shadowboxing"              | Jim Chory           | Misha Green, Joe Pokaski          | 9 november 2009       | 12 april 2010         |
| 9 | "Brother's Keeper"          | Bryan Spicer        | Rob Fresco, Mark Verheiden        | 16 november 2009      | 19 april 2010         |
| 10 | "Thanksgiving"              | Seith Mann          | Adam Armus, Kay Foster            | 23 november 2009      |                       |
| 11 | "The Fifth Stage"           | Kevin Dowling       | Tim Kring                         | 30 november 2009      |                       |
| 12 | "Upon This Rock"            | Ron Underwood       | Juan Carlos Coto                  | 4 januari 2010        |                       |
| 13 | "Let It Bleed"              | Jeannot Szwarc      | Jim Martin                        | 4 januari 2010        |                       |
| 14 | "Close to You"              | Roxann Dawson       | Rob Fresco                        | 11 januari 2010       |                       |
| 15 | "Pass/Fail"                 | Michael Nankin      | Oliver Grigsby                    | 18 januari 2010       |                       |
| 16 | "The Art of Deception"      | SJ Clarkson         | Mark Verheiden, Misha Green       | 25 januari 2010       |                       |
| 17 | "The Wall"                  | Allan Arkush        | Adam Armus, Kay Foster            | 1 februari 2010       |                       |
| 18 | "Brave New World"           | Adam Kane           | Tim Kring                         | 8 februari 2010       |                       |

## Internetbaserade spin-offs

### Going Postal
| Nr | Titel             | Regissör   | Skriven av             | Första sändningsdatum |
| --- | ----------------- | ---------- | ---------------------- | --------------------- |
| 1 | "A Nifty Trick"   | Yule Caise | Yule Caise, Jim Martin | 14 juli 2008          |
| Två män från "the Company" konfronterar brevbäraren Echo DeMille som upptäcker att han har förmågan att manipulera ljudvågor. Echo råkar i självförsvar skada en av männen. |                   |            |                        |                       |
| 2 | "The House Guest" | Yule Caise | Yule Caise, Jim Martin | 21 juli 2008          |
| Echo åker hem för att skydda sin flickvän Gina. Men "Constrictor", en kille med superkrafter från "the Company" kommer i Echos väg.                                         |                   |            |                        |                       |
| 3 | "Let's Talk"      | Yule Caise | Yule Caise, Jim Martin | 28 juli 2008          |
| Echo skickar iväg Gina och konfronterar dem som är ute efter honom. |                   |            |                        |                       |

### Heroes: Destiny
| Nr | Titel          | Regissör       | Skriven av             | Första sändningsdatum |
| --- | -------------- | -------------- | ---------------------- | --------------------- |
| 1 | "Let Us Pray"  | Eagle Egilsson | Adam Armus, Kay Foster | 10 november 2008      |
| Santiago upptäcker sin förmåga. |                |                |                        |                       |
| 2 | "Intervention" | Eagle Egilsson | Adam Armus, Kay Foster | 17 november 2008      |
| Eftersom han tror att hans krafter är gudomliga försöker Santiago använda dem för att hjälpa människor. Men när en kvinna förråder honom blir han fångad av en hemlig organisation. |                |                |                        |                       |
| 3 | "Capture"      | Eagle Egilsson | Adam Armus, Kay Foster | 24 november 2008      |
| De som fångat Santiago har ett uppdrag åt honom, som han inte kan tacka nej till.                                                                                                   |                |                |                        |                       |
| 4 | "Escape"       | Eagle Egilsson | Adam Armus, Kay Foster | 1 december 2008       |
| Santiago och Elisa rymmer. De återvänder till Santiagos mamma. |                |                |                        |                       |

### The Recruit
| Nr | Titel                      | Regissör  | Skriven av               | Första sändningsdatum |
| --- | -------------------------- | --------- | ------------------------ | --------------------- |
| 1 | "Private Mills"            | Rob Hardy | Timm Keppler, Jim Martin | 15 december 2008      |
| Rachel överlever explosionen på Pinehearst. |                            |           |                          |                       |
| 2 | "It Was Nothing"           | Rob Hardy | Timm Keppler, Jim Martin | 22 december 2008      |
| Gruppen av mariner injicerar sig själva med serum. |                            |           |                          |                       |
| 3 | "We Do What We Have To Do" | Rob Hardy | Timm Keppler, Jim Martin | 29 december 2008      |
| Angela har en fråga som förföljer Rachel: Varför mördade hon mannen hon älskade?                                                                                               |                            |           |                          |                       |
| 4 | "Day of Reckoning"         | Rob Hardy | Timm Keppler, Jim Martin | 5 januari 2009        |
| Angela frågar Rachel om hennes mammas död och var hon hittades efter incidenten på Pinehearst. Rachel återupplever händelserna på Pinehearst men förnekar att hon är speciell. |                            |           |                          |                       |
| 5 | "The Truth Within"         | Rob Hardy | Timm Keppler, Jim Martin | 12 januari 2009       |
| Rachel släpps, beväpnad med en nyfunnen kraft. |                            |           |                          |                       |

### Hard Knox
| Nr | Titel              | Regissör     | Skriven av | Första sändningsdatum |
| --- | ------------------ | ------------ | ---------- | --------------------- |
| 1 | "Choices"          | Allan Arkush | Rob Fresco | 22 december 2008      |
| Matt Parkman vill att Knox ska lämna gänglivet bakom sig.                                                         |                    |              |            |                       |
| 2 | "Get Straight"     | Allan Arkush | Rob Fresco | 22 december 2008      |
| Knox testar sin nyfunna förmåga och konfronteras av Matt.                                                         |                    |              |            |                       |
| 3 | "Fear"             | Allan Arkush | Rob Fresco | 29 december 2008      |
| Bartell konfronterar Knox sedan han talat med polisen. Knox använder sin förmåga för att försvara sig själv.      |                    |              |            |                       |
| 4 | "The Main Man Now" | Allan Arkush | Rob Fresco | 29 december 2008      |
| Matt träffar Knox sittande i en bil och frågar vad som hänt med Bartell. Knox tackar för hans råd och kör vidare. |                    |              |            |                       |